# Sinagoga Unida del Judaísmo Conservador
La Sinagoga Unida del Judaísmo Conservador (en inglés estadounidense: United Synagogue of Conservative Judaism) (USCJ) es la red más grande de congregaciones judías conservadoras del mundo, la USCJ trabaja estrechamente con la asamblea rabínica, el cuerpo internacional de rabinos conservadores, el Seminario Teológico Judío de América, y la Escuela de Estudios Rabínicos Ziegler.

## Historia
Representantes de 22 congregaciones judías de América del Norte se reunieron en el Seminario Teológico Judío de América el 23 de febrero de 1913. Los representantes formaron la Sinagoga Unida de América para desarrollar e implementar el judaísmo conservador. El grupo eligió al rabino Dr. Solomon Schechter como su primer presidente. La organización cambió su nombre para llamarse Sinagoga Unida del Judaísmo Conservador (USCJ) en 1991. La sinagoga unida del judaísmo conservador tenía 594 congregaciones afiliadas en 2015.

## Movimiento juvenil
USY (en inglés estadounidense: United Synagogue Youth) es el movimiento juvenil de la USCJ. La misión de la organización es capacitar a los jóvenes judíos para desarrollar amistades, habilidades de liderazgo, un sentido de pertenencia al pueblo judío, un profundo compromiso y amor por Israel, y un compromiso con la vida, a través de experiencias significativas y divertidas, basadas en la ideología del judaísmo conservador.